# Eulaema cingulata
Eulaema cingulata là một loài Hymenoptera trong họ Apidae. Loài này được Fabricius mô tả khoa học năm 1804.

## Hình ảnh

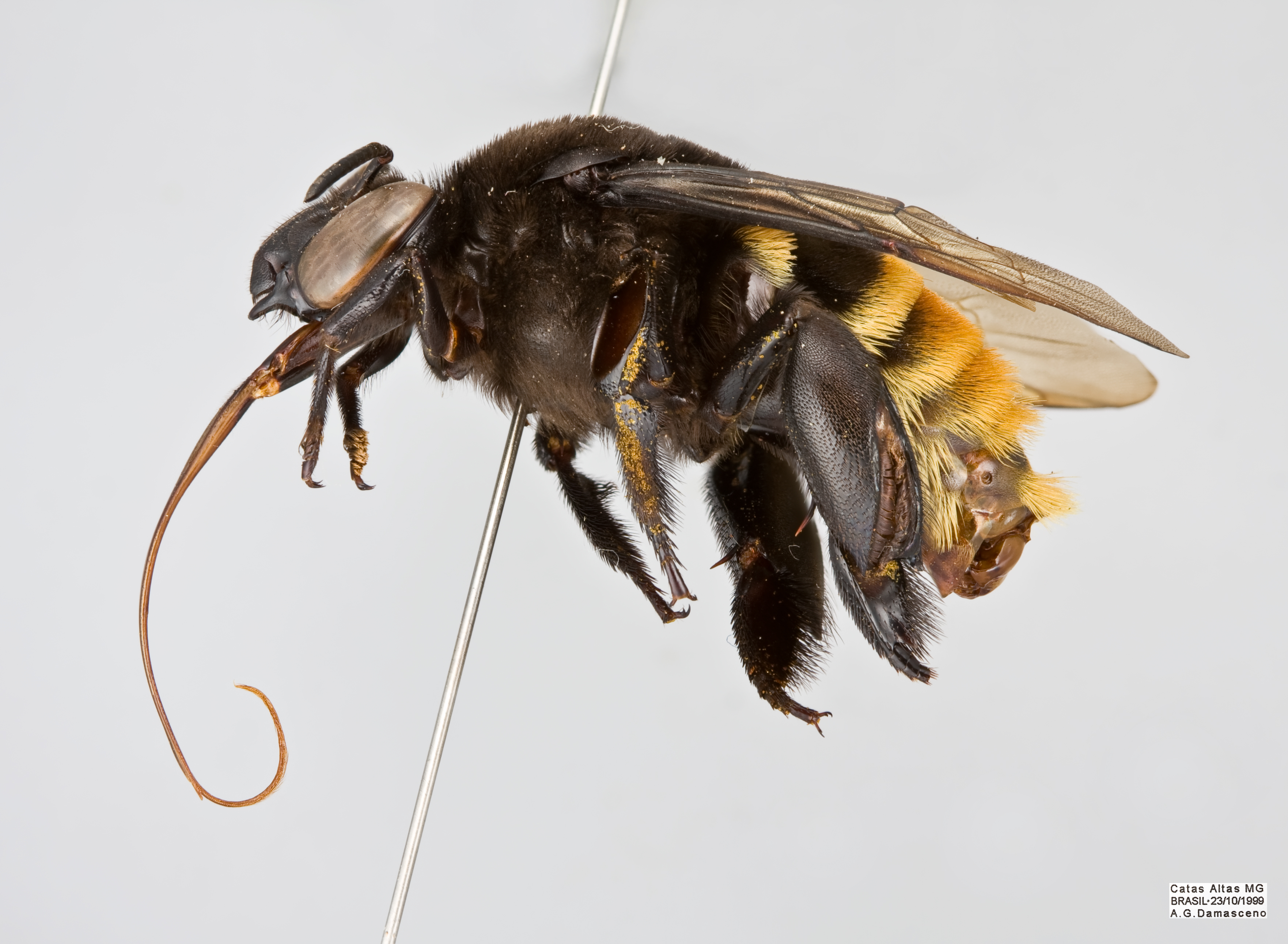